# نوردکیرشن
نوردکیرشن (به آلمانی: Nordkirchen) یک شهر در آلمان است که در Coesfeld واقع شده‌است. نوردکیرشن ۱۰٬۴۸۷ نفر جمعیت دارد.